# Соколово (Судогодский район)
Соколово — деревня в Судогодском районе Владимирской области России, входит в состав Вяткинского сельского поселения.

## География
Деревня находится на берегу речки Ущерка в 16 км на восток от центра поселения посёлка Вяткино и в 21 км к северо-западу от райцентра Судогды.

## История
В конце XIX — начале XX века деревня входила в состав Погребищенской волости Владимирского уезда. В 1859 году в деревне числилось 49 дворов, в 1905 году — 112 дворов.
С 1929 года деревня входила в состав Злобинского сельсовета Владимирского района, с 1965 года в составе Бараковского сельсовета Судогодского района, позднее — в составе Вяткинского сельсовета.

## Население
| 1859 | 1897 | 1905 |
| ---- | ---- | ---- |
| 427  | 546  | 513  |

| 1859 | 1897 | 1905 | 1926 | 2002 | 2010 | 2021 |
| ---- | ---- | ---- | ---- | ---- | ---- | ---- |
| 427  | ↗546 | ↘513 | ↗666 | ↘17  | ↗25  | ↘9   |